# 青山凱
青山 凱（あおやま がい、1999年5月8日 - ）は、日本の俳優。東京都出身。O型。牡牛座。

## 来歴
サッカー経験者で中高ではキャプテンを務めていた
高校1年生のとき遠征時に立ち寄った竹下通りにてスカウトされ芸能活動に興味を持ち活動を始める
2022年4月28日、自身初のオフィシャルファンサイト、ファンクラブ『がいんちゅ』を開設

## 人物
『凱』という名前は本名で何事も成功して帰ってくるようにという意味を込めて『凱旋』から取って名付けられている
好きなタイプは当たり前のことが当たり前に出来る人。常識人
好きな食べ物はカレー、ポテトサラダ、マカロニサラダ。普段とは違う味を楽しむのが好きであり人の家で食べるのを好む
動物や子供が好き。実家では色んな動物を飼っていてたまにSNSに写真を載せている
趣味は漫画、映画鑑賞。漫画は単行本派のため1500冊以上所持しており現在も増え続けている。好きな漫画や映画などは頻繁にSNSで紹介している
特技はタップダンス、サッカー、バスケ。スポーツは全般得意で超がつくほどの負けず嫌いサッカー部時代はフォワード（トップ）で活躍していた
ファンの総称は『がいんちゅ』2020年インスタライブ内にて決定島育ち（伊豆大島）なことから島人と掛けて『凱人』になったが表記や響きの可愛い『がいんちゅ』に派生した。ハッシュタグを用いて本人も使用しておりファンクラブ名にもなっている

## 出演

### テレビ
2019年
- 痛快TVスカッとジャパン

2020年
- 戦国炒飯TV - うつけ坂49 （山田弥太郎 役）

2021年
- 全力!脱力タイムズ
- ヒロミ・指原の“恋のお世話始めました”

2022年
- 私の年下王子さま ※7話から途中参加

### 映画
2023年
- 17歳は止まらない（8月4日公開）- マサル 役

### MV
- 麗奈「ワカレミ」

### テレビCM
- ミクシィ（2019年）

### ウェブドラマ
2020年
- シェアハウス - 米元海利 役

2023年
- Ella project ドラマシリーズ『東京彼女』8月号 ハナ篇「ペンライト・ラプソディ」 - ケント 役

### 舞台
2020年
- 『逆転裁判 ～逆転のパラレルワールド～』（2020年5月1日 - 10日、サンシャイン劇場※公演中止

2021年
- 『夜明けのうた』（2021年1月17日 - 24日、渋谷区文化総合センター大和田さくらホール）※公演中止
- 『青春フルスロットル』（2021年5月26日 - 30日、CBGKシブゲキ!!） - 佐久間信一 役
- 『商店街グランドリオン』（2021年7月21日 - 25日、池袋シアターグリーンBIG TREE THEATER） - 早乙女光 役

2023年
- 『17歳は止まらない』 公開記念トークショー（2023年8月15日、新宿シネマカリテ） - マサル 役